# Brăila
Brăila é uma cidade e município da Roménia, porto do Rio Danúbio (a 170 km da sua foz no Mar Negro) e capital do judeţ (distrito) de Brăila. Está situada a quinze quilômetros da cidade de Galaţi e duzentos de Bucareste. Actualmente (Censos de 2011) tem 180.302 habitantes.

## População
| 1912  | 1930  | 1948  | 1956   | 1966   | 1977   | 1992   | 2002   | 2011   |
| 65052 | 68347 | 95514 | 102500 | 138802 | 194633 | 234110 | 216292 | 180302 |

## História

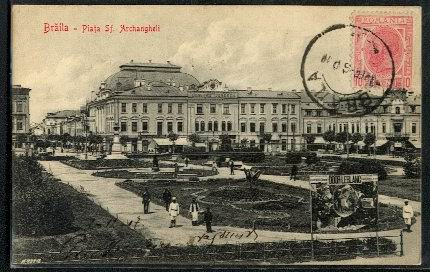
Postal antigo de Braila.

O local, na margem esquerda do Rio Danúbio, onde se situa Brăila, é habitado desde a pré-história, como o provam os numerosos vestígios arqueológicos encontrados. Os mais antigos estão datados ao Quinto milénio a.C..[carece de fontes?]
De 106 a.C. até ao século IV, fez parte do Império Romano. Do século X ao XIV fez parte da Valáquia. Uma colónia, com o nome de Drinago apareceu em 1350 no documento espanhol "Libro de conoscimiento"
Em 1538, a cidade foi conquistada pelo Império Otomano que lhe chamou Ibrail or Ibraila. Em 1829, na sequência da Guerra Russo-Turca (1828—1829), regressou ao domínio da Valáquia. Durante a guerra, a cidade ficou bastante danificada. A sua reconstrução foi iniciada em 1835, originando a cidade actual.
Com a fusão da Valáquia e da Moldávia em 1859, e o reconhecimento da sua independência em 1878, Brăila passou a fazer parte da Roménia.

## Monumentos e outros locais de interesse
- Igreja Grega, erigida em 1862 pela comunidade Grega;
- Igreja ortodoxa dos Arcanjos Gabriel e Rafael, (mesquita até 1831);
- Igreja de São Nicolau, do século XIX;
- Teatro Maria Filotti.

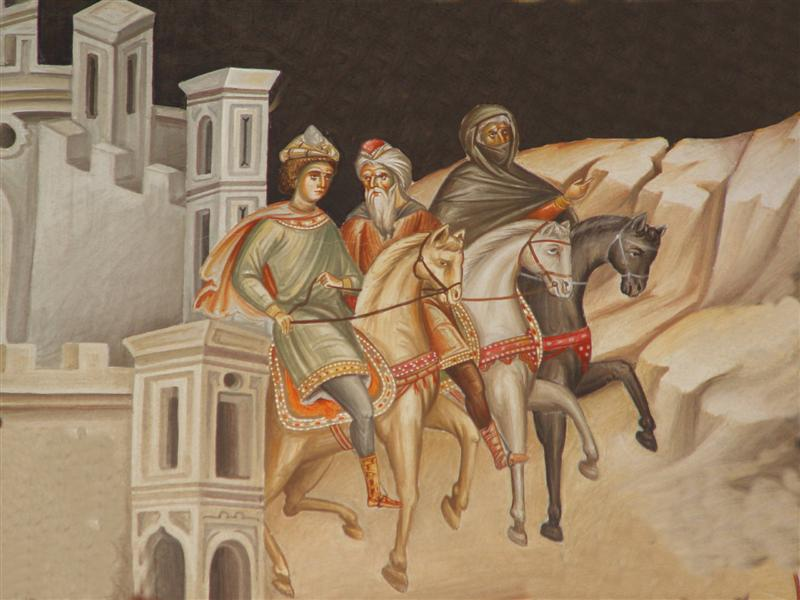
Fresco na Igreja dos Arcanjos Gabriel e Rafael
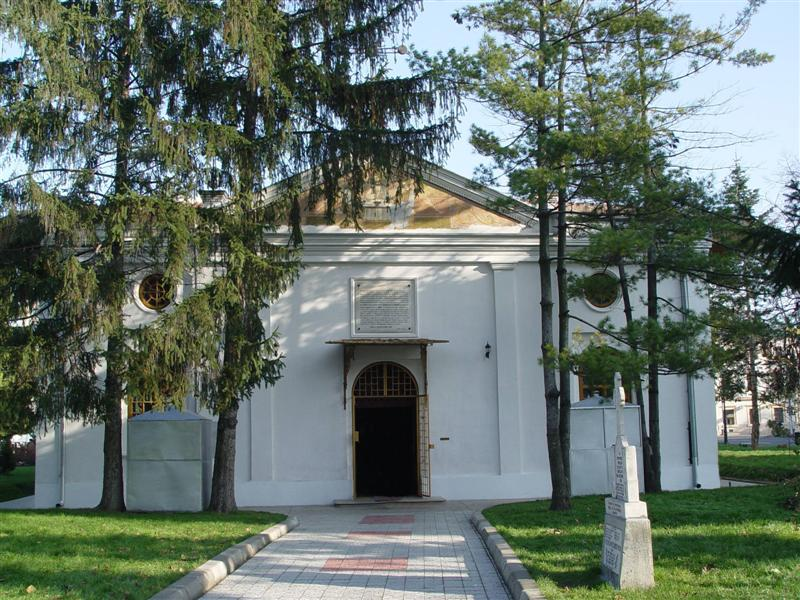
Igreja ortodoxa dos Arcanjos Gabriel e Rafael
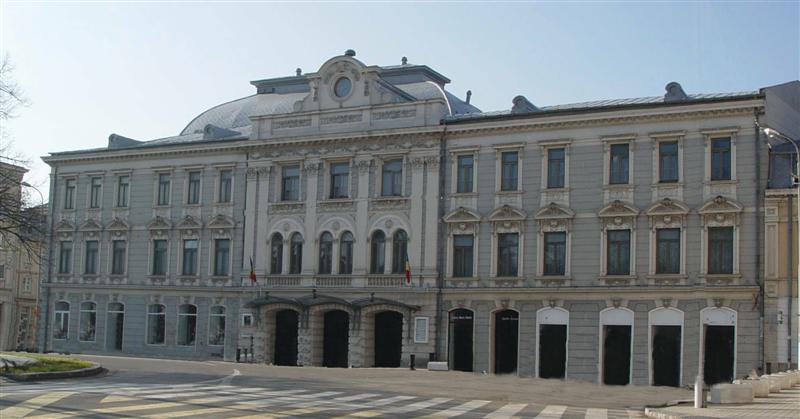
Teatro Maria Filotti